# 천국으로 가는 길
《천국으로 가는 길》(Himmelweg)은 스페인 극작가 후안 마요르가의 희곡이다. 마요르가는 서문에서 우리에게 제2차 세계대전 당시 유대인 학살을 감행했던 포로수용소를 소재로 한 이 작품을 통해 ‘문명과 야만 사이의 동맹’에 대해 성찰하고 ‘연극의 부정확한 힘’을 느껴 보라고 말한다.

## 배경
‘히멜베크(Himmelweg)’는 ‘천국으로 가는 길’을 뜻하는 독일어로, 제2차 세계대전 당시 유대인들이 수용소에서 가스실로 이동한 길을 말한다. 그 길은 곧 죽음으로 가는 길이요, 극단적인 두려움이나 공포를 경험해야 하는 길이었다. 왜 600만 명으로 추산되는 어마어마한 수의 유대인들이 그 길을 걸어가 죽어야만 했을까? 어떻게 사람들은 그렇게 많은 유대인들이 죽음으로 내몰리도록 내버려 두었을까? 그것도 가장 문명화한 지역의 심장부에서.
세계사에서 유례를 찾기 힘든 이 비극을 소재로 후안 마요르가는 특유의 심도 깊은 연극적 상상력을 풀어낸다. 참상을 전하거나, 희생자나 가해자의 입장을 전하기보다 일어났을지도 모르는 일을 연극적으로 상상하며 한없이 나약하면서도 잔인한 인간의 부조리한 면을 들추고 있는 것이다.
프리모 레비는 한 번 일어난 일은 다시 일어날 수 있으며 기억하지 않는 과거는 다시 반복될 수 있다고 성찰했다. 이 작품은 세계사적 비극을 유대인과 독일인만의 문제로 치부하거나 이미 끝난 일로서 간과하지 않기를 바라는, 프리모 레비의 성찰에 대한 깊은 지지다. 우리에게 마요르가는 묻는다. 무관심과 비겁함으로 끔찍한 현실에 가면을 씌우는 일에 동조하고 있는 것은 아닌지?